# Efektywne karanie
Efektywne karanie jest zagadnieniem z dziedziny ekonomicznej analizy prawa. Ruch naukowy, który rozpoczął badania nad związkiem prawa i ekonomii, powstał w II połowie XX wieku pod nazwą Law & Economics. Badacze zagadnień z dziedziny efektywnego karania, starają się odpowiedzieć na pytania:
- Jakie formy karania są najczęściej stosowane w poszczególnych krajach oraz w jakim stopniu są efektywne?
- Jakie koszty ponosi społeczeństwo, a jakie czerpie korzyści z umieszczania skazanych w placówkach izolacyjnych?
- Jakie są koszty i korzyści stosowania kary grzywny jako metody odstraszania od popełnienia przestępstw?[1]

## Kara pozbawienia wolności
Kara pozbawienia wolności jest związana z umieszczeniem skazanego w zakładzie karnym. Kara pozbawienia wolności w Polsce może najkrócej trwać miesiąc, najdłużej 15 lat. Sąd może orzec karę 25 lat pozbawienia wolności oraz karę dożywotniego pozbawienia wolności w przypadkach wskazanych w Kodeksie Karnym.

### Społeczne korzyści stosowania kary pozbawienia wolności
Umieszczenie skazanego w zakładzie karnym przynosi 4 zasadnicze korzyści dla społeczeństwa:
- odstraszanie,
- ukaranie,
- resocjalizację,
- izolację[3].

Funkcja odstraszająca kary pozbawienia wolności polega na odstraszeniu innych członków społeczeństwa od popełniania czynów zabronionych. Nieuchronność kary ma działać prewencyjnie na społeczeństwo.
Funkcja ukarania jest ściśle powiązana z koncepcją retrybutywizmu. Według tej koncepcji, sprawiedliwość wymaga karania sprawców proporcjonalnie do ciężaru popełnionego czynu zabronionego, a zróżnicowanie długości kary pozwala państwu, na dostosowanie zażenowania, wstydu i osobistych kosztów uwięzienia ponoszonych przez sprawcę przestępstwa do poziomu proporcjonalnego do wagi przestępstwa. Funkcja proporcjonalnego ukarania sprawcy posiada swoje odzwierciedlenie w zasadach prawnych, jak i ekonomicznych pod postacią zasady odpłaty. Zasada ta zakłada, że sprawiedliwość wymaga rozgrzeszenia niewinnego, a ukarania winnego (uwzględniając proporcjonalność winy do wymierzonej kary). Aby uniknąć niesprawiedliwości, polegającej na ukaraniu niewinnego, organy ścigania powinny posiadać wystarczająco sprawdzone informacje o tym, kto popełnił przestępstwo. Uzyskanie takich informacji jest kosztowne, dlatego funkcjonariuszom zdarzają się błędy. Ukaranie niewinnego, nazywane jest powszechnie w statystyce „błędem przyjęcia” (lub błędem typu I), zaś nieukaranie winnego „błędem odrzucenia” (lub błędem typu II). Wraz ze wzrostem efektywności systemu wymiaru sprawiedliwości, w sprawach karnych osiągany jest punkt, w którym błąd jednego z typów, nie może stać się mniejszy, jeśli nie zwiększają się błędy drugiego typu.
Funkcja resocjalizacyjna ma na celu zmianę zachowania i myślenia przestępców do takiego stopnia, że po opuszczeniu zakładu karnego nie popełnią więcej przestępstw. W zakładach karnych, więźniowie mają możliwość uczęszczania na warsztaty szkolenia umiejętności zawodowych, mogą brać udział w warsztatach malarskich, zajęciach sportowych, uczęszczać na zajęcia z terapeutą, oddawać się praktykom religijnym. Idea resocjalizacji traci popularność i znaczenie, ze względu na odnotowaną niewielką skuteczność tej metody.
Funkcja izolacyjna związana jest z faktem umieszczenia skazanego w zakładzie karnym, a zatem z niemożnością popełnienia przez niego dalszych przestępstw przeciwko osobom, które przebywają poza więzieniem. W przypadku, gdy zawiodą poprzednie funkcje, izolacja ostatecznie powoduje redukcję przestępczości. Jeżeli izolacja ma prowadzić do ograniczenia przestępczości, musi spełniać 2 warunki:
1. Przestępców izolowanych w więzieniu, nie mogą natychmiast zastępować nowi przestępcy. W terminologii ekonomicznej, izolacja jest najefektywniejsza w redukcji przestępczości, kiedy podaż przestępców jest nieelastyczna.
2. Osadzenie w więzieniu, będzie redukowało przestępczość, gdy kara pozbawienia wolności zmniejszy całkowitą liczbę przestępstw popełnianych przez recydywistę w trakcie jego całej przestępczej działalności[7].

### Społeczne koszty stosowania kary pozbawienia wolności
Do społecznych kosztów stosowania wobec przestępców kary pozbawienia wolności należą:
- bezpośrednie koszty budowy oraz utrzymania więzienia,
- koszty personelu,
- koszty alternatywy utraconej wydajności uwięzionych ludzi[8].

## Kara grzywny
Grzywna jest karą, którą wymierza się w stawkach dziennych, z jednoczesnym określeniem liczby stawek oraz wysokością jednej stawki. Kara grzywny jest alternatywą dla stosowania kary pozbawienia wolności. Trzymanie dużej ilości więźniów przez dłuższy okres w zakładach karnych, nie jest najefektywniejszym sposobem na zmniejszenie przestępczości. Kara grzywny posiada funkcję pozbawienia sprawcy uzyskanych z tytułu popełnienia czynu zabronionego profitów oraz stanowi element dolegliwości kary. Zastosowanie kary grzywny wobec sprawcy powoduje, że przestępca ponosi koszty społeczne netto popełnionego przestępstwa.
Przykład: Przestępca wybija szybę wartą 100 zł, kradnąc rzecz o wartości 20 zł. Zysk przestępcy to 20 zł, ofiara ponosi koszt 120 zł.
Dzięki zastosowaniu kary grzywny poniesienie kosztów społecznych netto przestępstwa spada na sprawcę, co prowadzi do osiągnięcia sprawiedliwości oraz celu ekonomicznego prawa karnego. Egzekwowanie grzywien, przynosi zyski, dopóki grzywna nie jest zbyt wysoka w stosunku do zamożności sprawcy. Pewność ukarania, np. przez inwestowanie pieniędzy w organy ścigania, jest dla państwa kosztowniejsza niż wysokie grzywny nakładane z niskim prawdopodobieństwem. Ustanowienie wysokich grzywien z niskim prawdopodobieństwem jest z punktu widzenia ekonomii efektywniejsze od nakładania niskich grzywien z wysokim prawdopodobieństwem.